# Violeta Bermúdez
Violeta Bermúdez Valdivia (Lima, 12 de agosto de 1961) es una abogada y política peruana. Fue presidenta del Consejo de Ministros desde el 18 de noviembre de 2020 hasta el 28 de julio de 2021 durante el Gobierno de Francisco Sagasti.

## Primeros años
Hija de Adrián Bermúdez Morales y de Violeta Valdivia, naturales de Cerro de Pasco. Realizó sus estudios escolares en el Colegio Nacional de Mujeres Rosa de Santa María de la ciudad de Lima. 
Estudió Derecho en la Universidad Nacional Mayor de San Marcos, en la cual obtuvo el título de abogada. Estudió una Maestría en Derecho con mención en Derecho Constitucional en la Pontificia Universidad Católica del Perú.

## Trayectoria
Abogada por la Universidad Nacional Mayor de San Marcos y magíster en Derecho Constitucional por la Pontificia Universidad Católica del Perú. 
De 1985 a 1997 trabajó en el Movimiento Manuela Ramos, en donde llegó a ser coordinadora general. Posteriormente, de abril de 1997 a enero de 2002, fue Coordinadora de Derechos Humanos de la Agencia de los Estados Unidos para el Desarrollo Internacional, en la sucursal Perú.
En enero de 2002 fue designada viceministra en el Ministerio de la Promoción de la Mujer y del Desarrollo Humano por el presidente Alejandro Toledo bajo la gestión de la ministra Cecilia Blondet. Permaneció en el cargo hasta agosto del mismo año.
De julio a diciembre de 2003 fue jefa del gabinete de asesores en la Presidencia del Consejo de Ministros (PCM), durante la gestión de Beatriz Merino. En este periodo fue representante de la PCM ante el Comité Directivo Nacional para la Prevención y Erradicación del Trabajo Infantil.
Ha integrado el Tribunal de Honor del Pacto Ético Electoral y el Consejo Consultivo de la Junta Nacional de Justicia.
En las agencias de Cooperación Internacional destaca su participación en la coordinación de los proyectos de derechos humanos e instituciones democráticas en la Agencia de los Estados Unidos para el Desarrollo Internacional- USAID/Perú, la dirección del área de Planificación y Análisis Estratégico en la Oficina de Cooperación Canadiense para el Desarrollo Internacional – ACDI y la dirección del Programa Pro Descentralización de USAID. 
En el plano académico es profesora universitaria en la Pontificia Universidad Católica del Perú y autora del libro Género y poder. La igualdad política de las mujeres, en el que desarrolla los principios fundamentales de la igualdad de género y plantea la paridad como contenido indesligable del derecho de participación política.

## Presidenta del Consejo de Ministros
El 18 de noviembre del 2020 juró como presidenta del Consejo de Ministros, en el gobierno de Francisco Sagasti. Reemplazó a Ántero Flores-Aráoz luego de las crecientes protestas en el país. Es la quinta mujer en ocupar este puesto en la historia peruana.
El día 3 de diciembre de 2020, Bermúdez se presentó ante el Congreso de la República para presentar la Política General del Gobierno y solicitar el voto de confianza de la Representación Nacional. La presentación del gabinete Bermúdez se dio en medio del Paro agrario, por lo cual los parlamentarios finalizaron el debate y procedieron a la votación. El gabinete obtuvo la confianza con 111 votos a favor 7 en contra y 1 abstención.
El 6 de febrero de 2021, ante posibles citaciones de ministros al Congreso de la República por la estrategia contra la Pandemia de COVID-19, Bermúdez afirmó: "[los congresistas]  nos dieron el voto de confianza y no nos pueden reclamar por problemas estructurales en salud".

### Vacunagate
El día 11 de febrero de 2021, Bermúdez fue citada al Congreso de la República por el escándalo por la vacunación del expresidente Martín Vizcarra, que sería parte del Vacunagate. Bermúdez asistió junto a la ministra de Salud Pilar Mazzetti y al ministro de Trabajo Javier Palacios Gallegos. Bermúdez asistió al Palacio Legislativo y dijo “Lamentablemente no tengo nada que informar”, sobre la participación de Vizcarra en el proceso de vacunación.
Por la noche del día 12 de febrero, la ministra de Salud Pilar Mazzetti renunció al cargo. El día 14 de febrero, el diario La República informó que el Perú había recibido 2 mil dosis de la vacuna experimental de Sinopharm, fuera de la cobertura de los ensayos clínicos. Esas dosis fueron aplicadas a parte del personal médico y técnico encargado del ensayo clínico, pero también a varios funcionarios de los ministerios de Relaciones Exteriores y de Salud. La ministra de Relaciones Exteriores, Elizabeth Astete, también recibió la primera dosis de la vacuna de Sinopharm; por lo que presentó su renuncia tras hacerse pública su vacunación.
La premier Bermúdez informó el día 15 de febrero, junto al Presidente Francisco Sagasti, que 487 personas fueron vacunadas irregularmente. Entre ellos se encontraban 2 funcionarios de la Presidencia del Consejo de Ministros (PCM), uno de los cuales era Representante de la PCM ante el Comité negociador con Sinopharm. Sin embargo, la premier se excusó argumentando que dichos trabajadores no fueron contratados por su gestión y no se encontraban trabajando a la fecha en PCM.
El día 19 de febrero, la premier afirmó que el lote de vacunas cuestionadas fue solicitado por el Ministerio de Relaciones Exteriores. Sin embargo, esta información fue desmentida por el canciller Allan Wagner, quien afirmó que lo sostenido por Bermúdez "es una versión distorsionada".
El día 22 de marzo de 2021, la embajadora y ex-canciller Elizabeth Astete asistió a la Subcomisión de Acusaciones Constitucionales del Congreso de la República, en la cual reafirmó que le había comentado al presidente Francisco Sagasti sobre su vacunación y que éste aprobó dicho procedimiento; además, la diplomática comentó que el presidente Sagasti le pidió que continuara en el cargo tras la presentación de su carta de renuncia. La embajadora afirmó que la premier Violeta Bermúdez le pidió no involucrar al presidente Sagasti. Tras ello, Bermúdez negó lo afirmado por la ministra Astete.

### Acciones contra la pandemia
Tras una época convulsionada en el país, debido a la inestabilidad política y los cambios en la gestión gubernamental, el Gobierno de transición y emergencia inició las negociaciones con distintos laboratorios para la adquisición de vacunas contra la COVID-19.
Asimismo, el Gobierno dispuso un nuevo enfoque de prevención de contagios, considerando indicadores sanitarios, económicos y sociales, buscando un “equilibrio entre el cuidado de la vida de las personas y la economía de las familias”. Se plantearon restricciones de aforo por actividad entre otros protocolos y se determinaron niveles de riesgo. Inicialmente dicha clasificación de los niveles de riesgo (moderado, alto, muy alto y extremo) se hizo por departamento y luego por provincia.
El Gobierno de transición y emergencia se ha enfocado también en el fortalecimiento del sector salud, incrementando el número de camas UCI y plantas de oxígeno, entre otras acciones.
Los ministerios de Relaciones Exteriores y de Salud, bajo el liderazgo del presidente de la República y la presidenta del Consejo de Ministros, han gestionado la adquisición de más de 98.7 millones de dosis que llegarán al Perú hasta enero del 2022, más de las que se requieren para inmunizar a toda la población adulta del país.
El 7 de febrero del 2021, la premier participó junto al presidente de la República, Francisco Sagasti, de la llegada del primer lote de 300,000 vacunas al Perú, con las que el país inicia el proceso de inmunización para enfrentar la pandemia de la COVID-19. Estas dosis, sumadas a otras 700 mil, fueron distribuidas a distintos puntos del territorio y aplicadas al personal de primera línea, entre ellos: personal médico, de enfermería, miembros de la Policía Nacional, las Fuerzas Armadas, bomberos, etc., como parte de una primera etapa de vacunación.
El 16 de abril, el Gobierno de transición y emergencia dio inicio a una nueva estrategia de vacunación con enfoque territorial y por rango de edades, gracias a la llegada de más dosis y a los nuevos acuerdos alcanzados con distintos laboratorios para la adquisición de los inmunizantes. Al 26 de julio del 2021, se habían aplicado más de 12 millones de dosis de vacunas en el país.

### Relación con la prensa
El día 5 de marzo, el programa de televisión Beto a saber reveló un informe preliminar de la Universidad Peruana Cayetano Heredia sobre el ensayo clínico de la vacuna Sinopharm. De acuerdo con los datos, habría una baja efectividad de las vacunas analizadas. Luego de la difusión de los datos, la premier afirmó que había encargado al Ministerio de Justicia y Derechos Humanos analizar la situación para evaluar qué medidas legales adoptar. La ministra consideró que se había puesto "en peligro la seguridad y la salud pública".
A los pocos días, la Universidad Peruana Cayetano Heredia emitió un comunicado afirmando que una de las vacunas candidatas no mostraba "resultados alentadores".